# Paracles squalida
Paracles squalida är en fjärilsart som beskrevs av Jean Baptiste Boisduval. Paracles squalida ingår i släktet Paracles och familjen björnspinnare. Inga underarter finns listade i Catalogue of Life.